# الحزافلة (السدة)

تعديل مصدري - تعديل

الحزافلة محلة تابعة لقرية مريوم، التابعة لعزلة بني الحارث بمديرية السدة إحدى مديريات محافظة إب في الجمهورية اليمنية، بلغ تعداد سكانها 50 حسب تعداد اليمن لعام 2004.